# Jonathan Patrick McCarty

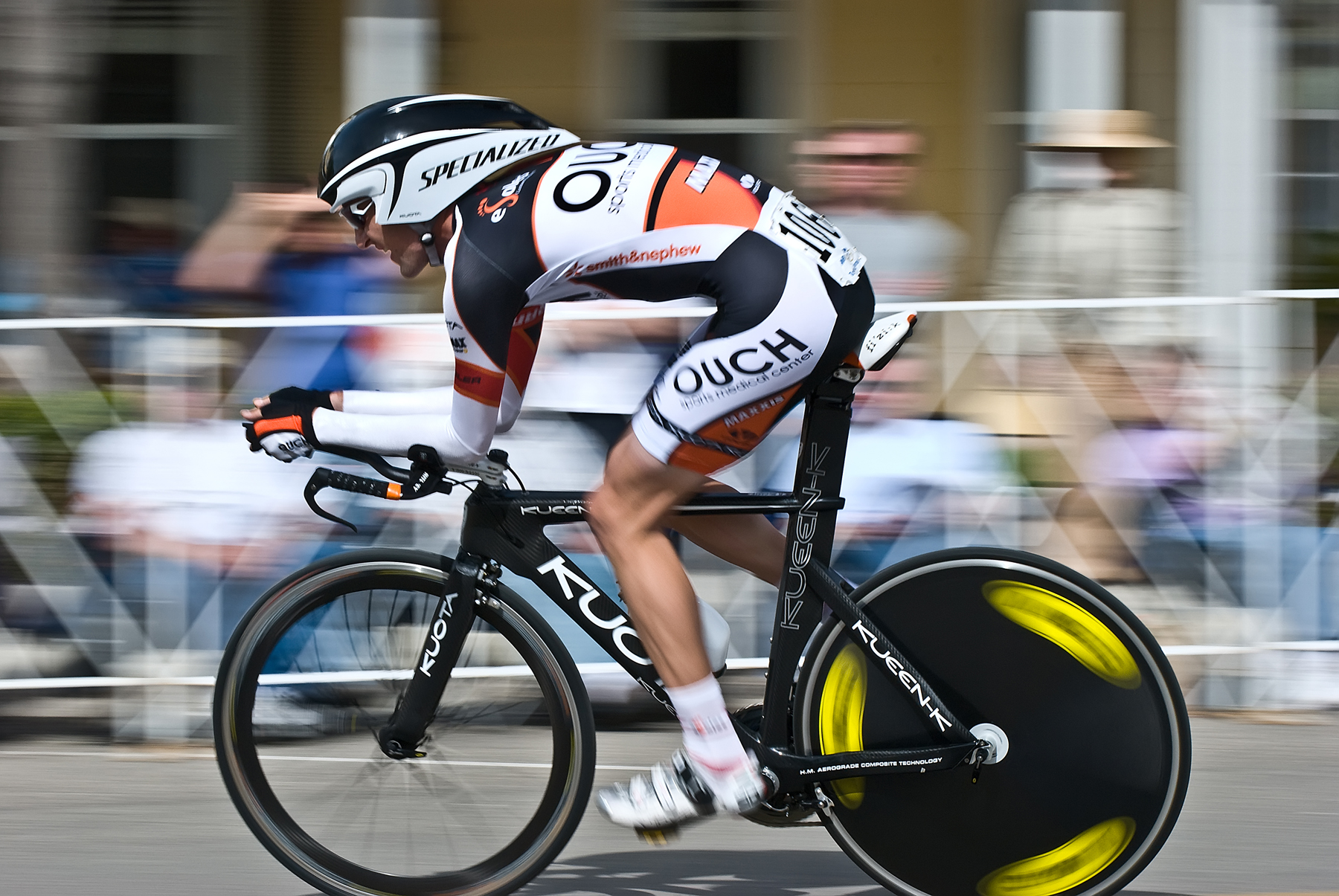
Jonathan Patrick McCarty bei der Tour of California 2009

Jonathan Patrick McCarty (* 24. Januar 1982 in Allen, Texas) ist ein ehemaliger US-amerikanischer Radrennfahrer.
Als U23-Fahrer gewann Jonathan Patrick McCarty 2002 jeweils eine Etappe bei der Ronde de l’Isard d’Ariège und bei der La Transalsace International. Bei der Ronde de l’Isard d’Ariège konnte er außerdem auch die Gesamtwertung für sich entscheiden. 2004 wurde er Profi bei US Postal. 2006 wechselte er zu dem Schweizer Radsportteam Phonak. Da dieser sich am Ende der Saison aufgelöst hat, unterschrieb er für 2007 einen Vertrag bei Slipstream-Chipotle. Mit diesem Team gewann er das Mannschaftszeitfahren zum Auftakt des Giro d’Italia 2008. Von der Saison 2009 bis 2013 fuhr er für Mannschaften geringerer Reputation und beendet anschließend seine internationale Karriere.

## Teams
- 2004–2005 US Postal / Discovery Channel
- 2006 Phonak Hearing Systems
- 2007–2008 Slipstream-Chipotle / Garmin-Chipotle
- 2009 OUCH-Maxxis
- 2010 Rock Racing
- 2011–2013 SpiderTech-C10 / Bissell Cycling